# Allée couverte von Kerjagu

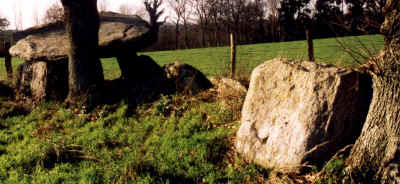
Allée couverte von Kerjagu

Die Allée couverte von Kerjagu (auch Allée couverte de la Pierre aux Esprits Follets genannt) liegt hinter dem Bauernhof gleichen Namens, nordöstlich von Colpo, bei Vannes im Département Morbihan in der Bretagne in Frankreich.
Obwohl das östliche Ende beschädigt ist, hat die kleine Allée couverte am Rande eines Feldes eine Restlänge von etwa 10,0 Metern. Viele Seitensteine lehnen sich gegenseitig an. Bei dem Mangel an Decksteinen macht die Anlage den Eindruck einer Allée couverte arc-boutée. bzw. Allée couverte à dalles inclinées, was sie jedoch nicht ist. Am westlichen Ende befindet sich eine etwa 1,5 m breite, große Kammer, die von einem über vier Tragsteinen und dem Endstein ruhenden 4,4 × 2,7 m messenden Deckstein bedeckt ist, so dass die Anlage hier wie ein „Dolmen à couloir“ aussieht. Hinter dem Endstein liegen die durch zwei seitliche Tragsteine bestimmten Reste einer Vorkammer. Auf der östlichen Seite bilden die erhaltenen fünf Tragsteine ein spitzes Dreieck, das aber nicht den Originalzustand widerspiegeln muss.
Die wenigen Funde bestehen aus Feuersteinabschlägen, Quarz und einer Menge an Tonscherben.
In der Nähe stehen die Menhire von Kerjagu.